# Wild at Heart
Wild at Heart (br: Coração Selvagem; pt: Um Coração Selvagem) é um filme de longa-metragem estadunidense do gênero drama romântico neo-noir, realizado por David Lynch em 1990. O roteiro, escrito pelo próprio diretor, é baseado em novela de Barry Gifford. É estrelado por Nicolas Cage, Laura Dern, Diane Ladd, Willem Dafoe, Harry Dean Stanton e Isabella Rossellini. Tanto o livro quanto o filme giram em torno de Sailor Ripley (Cage) e Lula Pace Fortune (Dern), um jovem casal de Cabo Fear, Carolina do Norte, que fogem de sua mãe dominadora e dos bandidos que ela contrata para matar Sailor.
Lynch originalmente iria produzir, mas depois de ler o livro de Gifford, ele decidiu também escrever e dirigir o filme. Ele não gostou do final do romance e decidiu mudá-lo para se adequar à sua visão dos personagens principais. Wild at Heart é um filme de estrada e inclui várias alusões ao O Mágico de Oz, além de Elvis Presley e seus filmes. A trilha sonora original é de Angelo Badalamenti, parceiro de Lynch em outros trabalhos.
As primeiras sessões de teste não foram bem, com a forte violência em algumas cenas sendo demais. Na primeira triagem de teste, oitenta pessoas saíram durante uma cena de tortura gráfica envolvendo Johnnie Farragut. Lynch decidiu não cortar nada do filme e na segunda exibição cem pessoas saíram durante esta cena. Em retrospecto, o cineasta disse: "Mas isso era parte do que Wild at Heart tratava: coisas realmente insanas, doentes e distorcidas acontecendo". O filme ganhou a Palma de Ouro no Festival de Cannes, em que recebeu tanto a atenção negativa e positiva do seu público. O filme foi concluído um dia antes de estrear no Festival de Cannes de 1990, no grande auditório de 2,400 lugares. Após a exibição, recebeu "aplausos selvagens" da platéia. Quando o presidente do júri, Bernardo Bertolucci, anunciou Wild at Heart como vencedor da Palma de Ouro na cerimônia de premiação, as vaias quase abafaram os aplausos, com o crítico de cinema Roger Ebert liderando os detratores vocais. Barry Gifford lembra que havia um clima predominante de que a mídia esperava que Lynch falhasse. "Todos os tipos de jornalistas estavam tentando causar controvérsia e me disseram algo como 'Isso não é nada parecido com o livro' ou 'Ele arruinou meu livro'. Acho que todo mundo da revista Time até o What's On In London ficou desapontado quando eu disse 'É fantástico. Isso é maravilhoso. É como uma grande e sombria comédia musical'".
Na época de seu lançamento, o filme foi um sucesso moderado nas bilheterias dos EUA, Wild at Heart estreou nos Estados Unidos em 17 de agosto de 1990, em um lançamento limitado de apenas 532 cinemas, arrecadando US $2,913,764 em seu primeiro final de semana. Foi lançado em 31 de agosto com 618 cinemas e arrecadou US$1,858,379. O filme finalmente arrecadou US$14,560,247 na América do Norte. Diane Ladd foi nomeada para Melhor Atriz Coadjuvante pelo Oscar e Globo de Ouro de melhor atriz coadjuvante em cinema. Desde então, recebeu algumas reavaliações positivas dos críticos.

## Sinopse
Dois jovens namorados, Sailor e Lula, fogem da perseguição da mãe dela, numa viagem pelo sul dos Estados Unidos. Ele tem fixação por Elvis Presley, enquanto Lula tem obsessão por O Mágico de Oz.

## Elenco
- Nicolas Cage... Sailor Ripley: O ator descreveu seu personagem como "uma espécie de fora-da-lei romântico do sul".[14] Cage disse em uma entrevista que ele "estava sempre atraído por personagens românticos apaixonados, quase desenfreados, e Sailor tinha esse mais do que qualquer outro papel que eu desempenhei".[14] Antes de ser escalado para o filme, ele conheceu Lynch várias vezes no Musso & Frank Grill, que ambos frequentavam. Quando Lynch leu o romance de Gifford, ele imediatamente quis que Cage interpretasse Sailor.[15]
- Laura Dern.... Lula Fortune: Dern havia desempenhado um papel de apoio no filme anterior de Lynch, Blue Velvet. Para Dern, essa foi a primeira oportunidade que ela teve "de interpretar não apenas uma pessoa muito sexual, mas também alguém que também era, à sua maneira, incrivelmente confortável consigo mesma".[14] Quando Lynch leu o romance de Gifford, ele imediatamente pensou em Dern como Lula.[16]
- Diane Ladd.... Marietta Fortune: Marietta Fortune, a mãe dominadora de Lula, que proíbe o relacionamento de Lula e Marinheiro; ela forma um rancor contra Sailor depois que ele rejeita seus avanços. Ladd e Dern são mãe e filha na vida real.[17]
- Willem Dafoe.... Bobby Peru
- Harry Dean Stanton.... Johnnie Farragut
- Isabella Rossellini.... Perdita Durango
- J. E. Freeman.... Marcelles Santos
- W. Morgan Sheppard.... Mr. Reindeer
- Crispin Glover.... primo Dell
- Grace Zabriskie.... Juana Durango
- Sherilyn Fenn.... moça no acidente
- Calvin Lockhart.... Reggie
- Sheryl Lee.... bruxa boa
- Jack Nance.... 00 Spool
- Sally Boyle.... tia Rootie

## Resposta da crítica
Wild at Heart recebeu críticas mistas. O filme tem uma classificação de 65% no Rotten Tomatoes com base em 48 críticas, com uma média ponderada de 6,07/10. O consenso do site diz: "Um dos esforços mais desiguais do diretor David Lynch, Wild at Heart é mantido unido por suas distintas sensibilidades e trabalho convincente de Nicolas Cage e Laura Dern". Metacritic mostra uma pontuação de 52/100 com base em 18 críticos.
Roger Ebert escreveu em sua resenha para o Chicago Sun-Times: "Ele é um bom diretor, sim. Se ele seguir em frente e fizer um filme sobre o que realmente está em sua mente, em vez de se esconder atrás do humor sofórico e da fuga de 'paródia', ele poderá realizar a promessa inicial de seu Eraserhead. Mas ele gosta dos prêmios de bilheteria que acompanham suas sátiras pop, então ele faz filmes desonestos como este".
Em sua crítica para a revista Sight & Sound, Jonathan Rosenbaum escreveu: "Talvez o grande problema seja que, apesar dos melhores esforços de Cage e Dern, Lynch esteja interessado apenas em iconografia, e não em personagens. No que diz respeito a imagens de maldade, corrupção, desarranjo, paixão crua e mutilação (mais ou menos nessa ordem), Wild at Heart é uma verdadeira cornucópia". Richard Combs, em sua resenha para a Time, escreveu: "O resultado é uma acumulação de inocência, maldade e até de acidentes de trânsito reais, sem um contexto para dar significado às vítimas ou sobreviventes".
Apesar dessas análises iniciais, Wild at Heart passou a ser visto favoravelmente nos anos seguintes. Ele foi classificado como o 47º melhor filme da década de 1990 em um ranking do site indieWire, o 26º melhor filme do mesmo período em uma sondagem da revista Complex, e o 53º melhor em uma lista da revista Rolling Stone.

## Principais prêmios e indicações
Oscar 1991 (EUA)
- Indicado na categoria de melhor atriz coadjuvante (Diane Ladd).[26]

Globo de Ouro 1991 (EUA)
- Indicado na categoria de melhor atriz coadjuvante (Diane Ladd).[27]

BAFTA 1991 (Reino Unido)
- Indicado na categoria de melhor som.[3]

Independent Spirit Awards 1991 (EUA)
- Venceu na categoria de melhor fotografia.[28]
- Indicado na categoria de melhor ator coadjuvante (Willem Dafoe).[28]

Festival de Cannes 1990 (França)
- Ganhou a Palma de Ouro.

Fantasporto 1991 (Portugal)
- Indicado na categoria de melhor filme.

American Film Institute (EUA)
- Indicado na lista das melhores comédias estadunidenses segundo o American Film Institute[29]